# Flaga Samoa Amerykańskiego
Flaga Samoa Amerykańskiego – jeden z podstawowych symboli Samoa Amerykańskiego, terytorium Stanów Zjednoczonych.

## Symbolika
Barwy pochodzą z flagi państwowej USA. W części swobodnej jest bielik amerykański, narodowy ptak USA, trzymający w szponach pręt z włosiem, symbol władzy lokalnych wodzów, oraz tradycyjny nóż używany w ceremoniach tanecznych. Orzeł jest tu symbolem amerykańskiej opieki, a fakt, że trzyma lokalne symbole władzy świadczy o przyjaźni obu narodów.